# Drážní buk
Drážní buk (také známý jako Pěčínský buk, Buk v Pěčíně nebo Buk u trati) je památný strom v Pečíně v okrese Rychnov nad Kněžnou, který byl chráněný již v první polovině 20. století. Strom proslavila především záchrana místním starostou, který zabránil jeho pokácení při stavbě železnice.

## Základní údaje
- výška: 15 m (1949)[2], 22,5 m (1980)[1], 22 m (1993)[1][4], 24 m (1996)[4], 24 m (~2000)[3]
- obvod: 510 cm (1949)[2], 520 cm (1980)[1], 545 cm (1993)[1][4], 590 cm (1996)[4], 606 cm (s bočním kmenem 684 cm, ~2000)[3]
- průměr koruny: 24 m (1996)[4], 26 m (~2000)[3]
- výška koruny: 19 m (~2000)[3]
- věk: přes 200 let (1949)[2], 250 let (1980)[1], 250 let (~2000)[3]
- zdravotní stav: 1 (1993)[4], 2 (1996)[4]
- sanace: ne (~2000)[3]

Strom roste u železničního přejezdu polní cesty 800 metrů severovýchodně od vrchu Homole. Dostupný je buďto po polní cestě, která odbočuje vpravo ze silnice Nebeská Rybná - Rokytnice u mostku přes Stříbrný potok, případně z opačného směru po polní cestě, který odbočuje vlevo z asfaltky Pěčín - Rokytnice zhruba 300 metrů před železničním přejezdem.

## Stav stromu a údržba
V polovině 20. století byl popisován jako mohutný strom nižšího vzrůstu s širokou rozkladitou korunou, která vypadá, jako by byla přičísnuta od východních větrů. Kmen (o výšce 3 metrů) doplňovaly na severní straně od země výhony, z nichž jeden byl ovzvlášť silný. Poblíž cesty byl vysazen mladý buk, který se může jednou stát pokračovatelem tradice zaniklého souseda.
Kmen se větví ve 4 metrech výšky, vytváří rozvětvenou a bohatě členěnou korunu. Strom dosud nebyl zdravotně ošetřen.
Strom byl chráněn již ve 40. letech 20. století, jako chráněný přírodní výtvor byl vyhlášen 4. prosince 1980 a jako památný strom České republiky (znovu) 28. července 1997.

## Historie a pověsti
Roku 1905 vykoupila strom železniční správa od Rolníka Antonína Petra (Pěčín č. 30) za 42 zlatých. Buk měl být poražen kvůli výstavbě železnice, ale na přímluvu Antonína Petra a starosty Václava Divíška (Pěčín č. 17) byla trať posunuta. Následně byl strom chráněn.

## Další zajímavosti
Buku byl věnován prostor v pořadu České televize Paměť stromů, konkrétně v dílu číslo 3: Stromy žijí s lidmi. Také jej ve svém díle zachytil akademický malíř Jaroslav Turek.

## Památné a významné stromy v okolí
- Pěčínkský jilm (JV kraj obce, č. 145)
- alej k Novému Dvoru
- Mihulkova lípa (Pěčín 56, u statku Josefa Mihulky, akt. stav neznámý)
- Petrův jasan (Pěčín 30, u statku Františka Petra, akt. stav neznámý)
- Noskova lípa (u cesty Pěčín-Slatina, akt. stav neznámý)
- Mihulkovo stromořadí (kolem č. 64, Trojprstá lípa, akt. stav neznámý)